# 全日本実業団対抗サイクルロードレース大会
経済産業大臣旗全日本実業団対抗サイクルロードレース大会（けいざいさんぎょうだんじんきぜんにほんじつぎょうだんたいこうサイクルロードレースたいかい）は、全日本実業団自転車競技連盟、日本自転車競技連盟主催により開かれている自転車競技のロードレース大会。別名「JBCFロードチャンピオンシップ」「輪翔旗ロード」。

## 概要
経済産業大臣旗（輪翔旗）争奪戦として1968年に第1回大会が開催された実業団レース中屈指の伝統イベントであり、最高のプライオリティを誇っている。
男子最上級クラス（2014年現在の名称は「Jプロツアー」）は団体対抗競技と個人競技を兼ねており、各チーム上位3人の着順位により団体成績を決し優勝チームには経済産業大臣旗が贈られ翌大会まで年間保有権が与えられる。女子（2014年現在の名称は「Jフェミニンツアー」）は個人競技のみである。

## 歴代記録
| 回 | 開催年月日        | 会場                         | 距離    | 団体成績                     |
| -- | ----------------- | ---------------------------- | ------- | ---------------------------- |
| 1  | 1968年3月25日     | 鈴鹿サーキット               | 90.6km  | ブリヂストンA                |
| 2  | 1969年3月31日     | 鈴鹿サーキット               | 90.6km  | 日米富士A                    |
| 3  | 1970年3月30日     | 鈴鹿サーキット               | 90.6km  | ナショナル自転車A            |
| 4  | 1970年11月16日    | 鈴鹿サーキット               | 108km   | 宮田工業チーム               |
| 5  | 1971年8月8日      | 日本サイクルスポーツセンター | 60km    | ブリヂストンA                |
| 6  | 1972年8月20日     | 日本サイクルスポーツセンター | 60km    | ブリヂストン旭A              |
| 7  | 1973年8月6日      | 日本サイクルスポーツセンター | 60km    | 宮田工業A                    |
| 8  | 1974年8月4日      | 日本サイクルスポーツセンター | 60km    | ブリヂストン上尾             |
| 9  | 1975年9月15日     | 日本サイクルスポーツセンター | 60km    | 宮田工業A                    |
| 10 | 1976年9月26日     | 日本サイクルスポーツセンター | 60km    | 和歌山サイクルR              |
| 11 | 1977年9月25日     | 日本サイクルスポーツセンター | 60km    | シマノレーシングA            |
| 12 | 1978年9月17日     | 日本サイクルスポーツセンター | 60km    | ブリヂストンA                |
| 13 | 1979年9月24日     | 日本サイクルスポーツセンター | 60km    | 宮田工業A                    |
| 14 | 1980年9月7日      | 日本サイクルスポーツセンター | 60km    | 宮田工業A                    |
| 15 | 1981年9月13日     | 日本サイクルスポーツセンター | 60km    | 宮田工業A                    |
| 16 | 1982年10月14日    | 日本サイクルスポーツセンター | 60km    | 宮田工業A                    |
| 17 | 1983年9月26日     | 鈴鹿サーキット               | 120km   | シマノレーシングA            |
| 18 | 1984年9月23日     | 日本サイクルスポーツセンター | 60km    | マエダ工業A                  |
| 19 | 1985年9月1日      | 日本サイクルスポーツセンター | 60km    | スギノレーシングA            |
| 20 | 1986年9月26日     | 鈴鹿サーキット               | 150km   | ブリヂストンA                |
| 21 | 1987年8月9日      | 日本サイクルスポーツセンター | 75km    | ニチナオシディC              |
| 22 | 1988年9月11日     | 山梨県東八代郡境川村         | 100km   | ボスコレーシングA            |
| 23 | 1989年7月16日     | 日本サイクルスポーツセンター | 75km    | エプソンボスコ               |
| 24 | 1990年9月16日     | 京都府北桑田郡美山町         | 126km   | 日本舗道R                    |
| 25 | 1991年9月22日     | 日本サイクルスポーツセンター | 75km    | ブリヂストンサイクルA        |
| 26 | 1992年9月27日     | 日本サイクルスポーツセンター | 75km    | ノックスレーシングA          |
| 27 | 1993年9月20日     | 鈴鹿サーキット               | 117km   | アートネイチャーラバネロ     |
| 28 | 1994年9月24日     | 日本サイクルスポーツセンター | 100km   | 日本舗道レーシング           |
| 29 | 1995年9月23日     | 日本サイクルスポーツセンター | 100km   | シマノレーシング             |
| 30 | 1996年9月22日     | 福島県西白河郡泉崎村         | 115.2km | シマノレーシングA            |
| 31 | 1997年10月5日     | 日本サイクルスポーツセンター | 100km   | ミヤタ・スバルレーシング     |
| 32 | 1998年8月9日      | 福井県坂井郡丸岡町           | 160.3km | チェブロアートネイチャー     |
| 33 | 1999年9月5日      | 日本サイクルスポーツセンター | 100km   | シマノレーシングチームA      |
| 34 | 2000年9月3日      | 日本サイクルスポーツセンター | 120km   | シマノレーシングチーム       |
| 35 | 2001年9月2日      | 石川県森林公園               | 136km   | チームブリヂストン・アンカー |
| 36 | 2002年8月24・25日 | 長野県上水内郡小川村         | 93km    | シマノレーシング             |
| 37 | 2003年8月24日     | 京都府北桑田郡美山町         | 112km   | シマノレーシング             |
| 38 | 2004年9月9日      | 兵庫県立播磨中央公園         | 117km   | シマノレーシング             |
| 39 | 2005年9月3・4日   | 長野県大町市                 | 185km   | 愛三工業レーシングチーム     |
| 40 | 2006年9月3日      | 福島県石川郡石川町・浅川町   | 182.8km | Team Nippo                   |
| 41 | 2007年9月2日      | 三重県熊野市・南牟婁郡御浜町 | 147.3km | チームミヤタ                 |
| 42 | 2008年9月7日      | 岩手県紫波郡紫波町           | 176km   | 愛三工業レーシングチーム     |
| 43 | 2009年9月5・6日   | 兵庫県立播磨中央公園         | 195km   | シマノレーシング             |
| 44 | 2010年9月23日     | 日本サイクルスポーツセンター | 40km    | TEAM NIPPO                   |
| 45 | 2011              |                              |         |                              |
| 46 | 2012              |                              |         |                              |
| 47 | 2013年9月         |                              |         | マトリックス・パワータグ     |
| 48 | 2014年9月21日     | 広島県立中央森林公園         | 159.9km | チームブリヂストン・アンカー |

## 注記
1. ↑  天候激変により中断後、短縮して再開。